# Gibbicepheus baccanensis
Gibbicepheus baccanensis är en kvalsterart som beskrevs av Jeleva och Vu 1987. Gibbicepheus baccanensis ingår i släktet Gibbicepheus och familjen Carabodidae. Inga underarter finns listade i Catalogue of Life.